# 義肢裝具師
義肢裝具師（英語：Prosthetist），指負責量製、評估、製作、校正義肢的專業人員。和「義肢師傅」最大差別在於義肢裝具師需擁有相關學歷及臨床訓練，並且在執業時親自接觸患者。義肢裝具師大多是在醫療院所從事臨床服務，也有些是在廠商或研發單位擔任設計人員。

## 台灣現況
- 目前台灣教育體系尚無義肢裝具相關學系，現有義肢裝具師多是在台灣以外修得相關學位後再回國服務。
- 在台灣屬於剛起步的專業，進一步研修可以攻讀醫學工程研究所。